# Charles Deruyter
Charles Deruyter (Wattrelos, Francia, 27 de enero de 1890 - Saint-Servais, Namur, 25 de enero de 1955) fue un ciclista belga, que combinó tanto el ciclismo en carretera como la pista.

## Palmarés en ruta
- 1912
  - 2º a la París-Tours
- 1913
  - 2º en la París-Roubaix
- 1919
  - 1.º en el Circuito de Campos de Batalla y vencedor de 3 etapas
- 1923
  - 2n al Tour de Flandes

### Resultados al Tour de Francia
- 1912. 16º de la clasificación general

## Palmarés en pista
- 1921
  - 1.º en los Seis días de Bruselas (con Marcel Berthet)